# Landtag

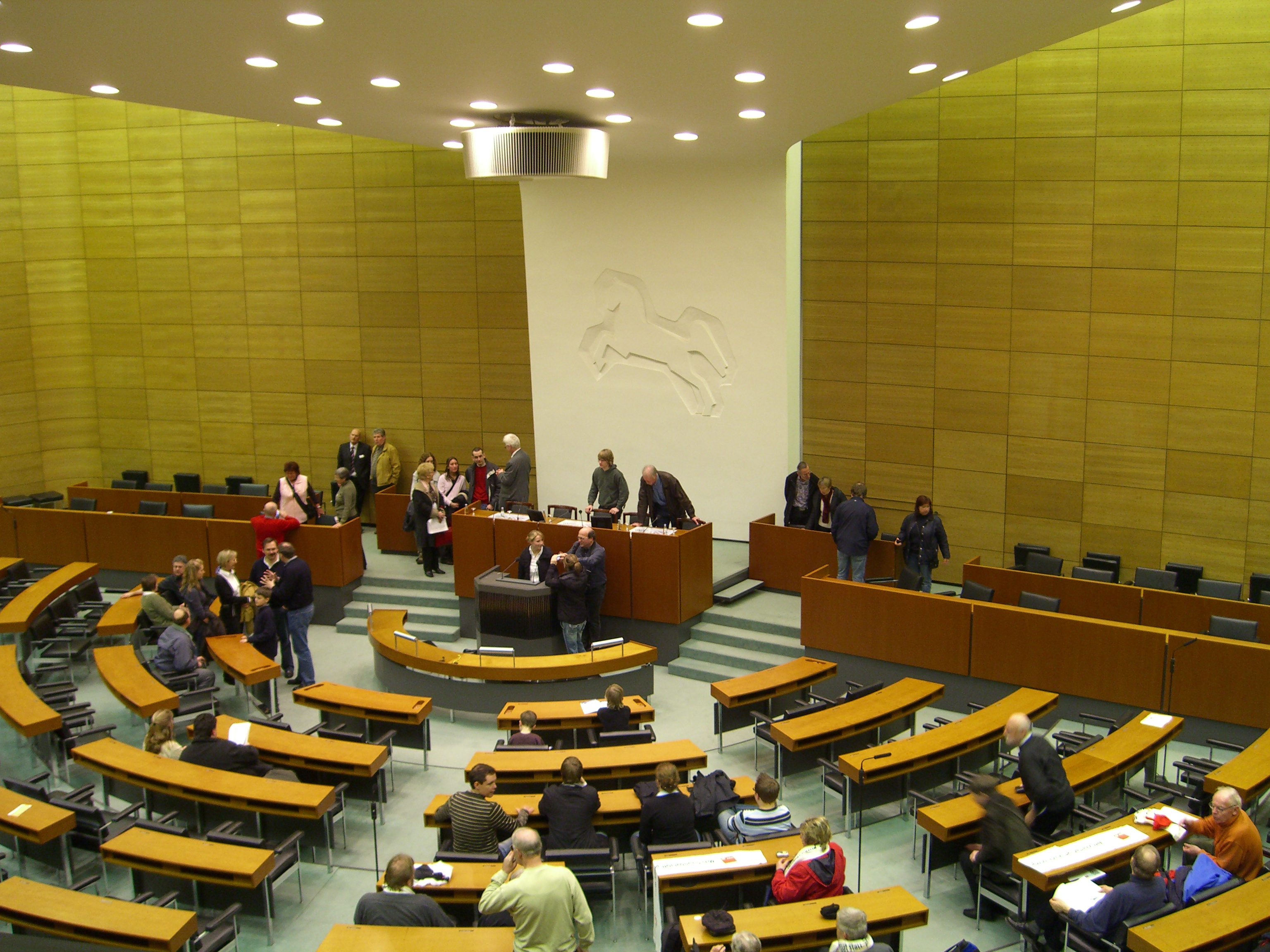
Sala plenară a landtagului Saxoniei Inferioare din Hanovra

Landtagul este adunarea legislativă dintr-un land. Cuvântul este adaptarea germană a termenului latin de dietă, provenit de la cuvântul dies, cu referire la ziua în care se întrunea adunarea reprezentativă (dieta unui ținut), în germană Tag.
Bundestagul este adunarea legislativă federală.

## Istoric
- în evul mediu: adunarea reprezentanților pe stări în principatele germane,
- în Germania până în 1934 și în Austro-Ungaria: organul reprezentativ al puterii regionale (în Cisleithania, fiecare țară a Coroanei avea un landtag, adică o dietă - vezi Dieta Țării)
- în Transilvania, până în 1867: Dieta Transilvaniei

## Regional
- în Germania și Austria: organul legislativ suprem sau parlamentul unui land,
- parlamentul din statul Liechtenstein,
- parlamentul landului Tirolul de Sud din Italia

## Landtagurile din Germania
În 13 din cele 16 landuri germane (cu excepția celor trei landuri-oraș Berlin, Hamburg și Brema) parlamentele de land sunt numite Landtag. În statele-oraș parlamentele sunt numite:
- în Berlin: "casa deputaților" (Abgeordnetenhaus)
- în Brema și Hamburg: "parlamentul cetățenesc" (Bürgerschaft).

Principalele sarcini ale landtagurilor sunt:
- supravegherea guvernelor de land,
- emiterea de legi (legislativul) la nivel de land, pe anumite domenii, conform împărțirii competențelor între landuri și federație (Bund)
- alcătuirea și aprobarea anuală a bugetului landului.